# انجنیرز ایندیا
انجنیرز ایندیا (انگلیسی: Engineers India) شرکت دولتی خدمات نفتی هندی است، که در سال ۱۹۶۵ توسط وزارت نفت و گاز طبیعی هند تأسیس شد.